# Palazzo Vecchio
Palazzo Vecchio (prijevod s tal.: "Stara palača") je gradska vijećnica Firence u središnjoj Italiji. Ova masivna romanička, krenelirana utvrđena palača se smatra jednom od najimpresivnijih gradskih vijećnica Toskane. Ona dominira nad trgom Piazza della Signoria te sadrži kopiju Michelangelovog Davida kao i niz vrijednih kipova u obližnjoj Loggia dei Lanzi, što je čini jednom od najimpresivnijih i najvažnijih javnih objekata u Italiji.
Prvotno se nazivala Palazzo della Signoria, prema riječi Signoria, koja je označavala vladajuće tijelo Firentinske Republike. Kasnije je dobivala druga imena Palazzo del Popolo (Narodna palača), Palazzo dei Priori (Priorska palača) i Palazzo Ducale (Vojvodska palača), u skladu s političkim promjenama. Sadašnje ime je dobila kada je obitelj Medici svoju vojvodsku rezidenciju premjestili preko rijeke Arno u Palaču Pitti.

## Vanjske poveznice
- Musei dei Ragazzi di Firenze - interaktivna radionica, vođeni obilazak, animirani obilazak Palače Vecchio - institucionalne stranice  Arhivirana inačica izvorne stranice od 21. prosinca 2018. (Wayback Machine) (tal.)
- Palazzo Vecchio, Firenca virtual reality film i slike (engl.)
- Excavation at Palazzo Vecchio  Arhivirana inačica izvorne stranice od 13. ožujka 2008. (Wayback Machine) Urbana Arheologija u Firenci (engl.)